# Пірога

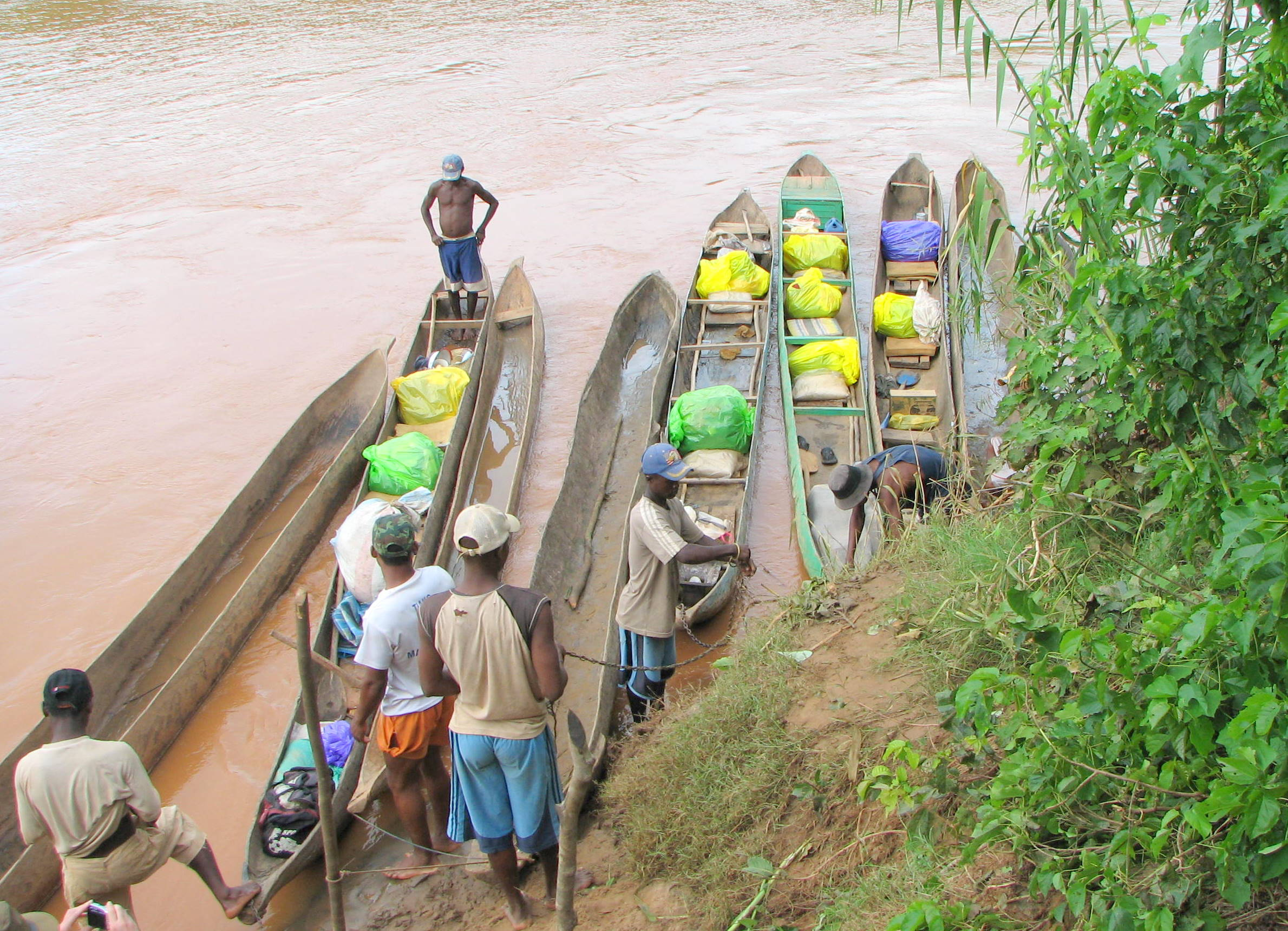
Традиційні піроги на Мадагаскарі, 2007

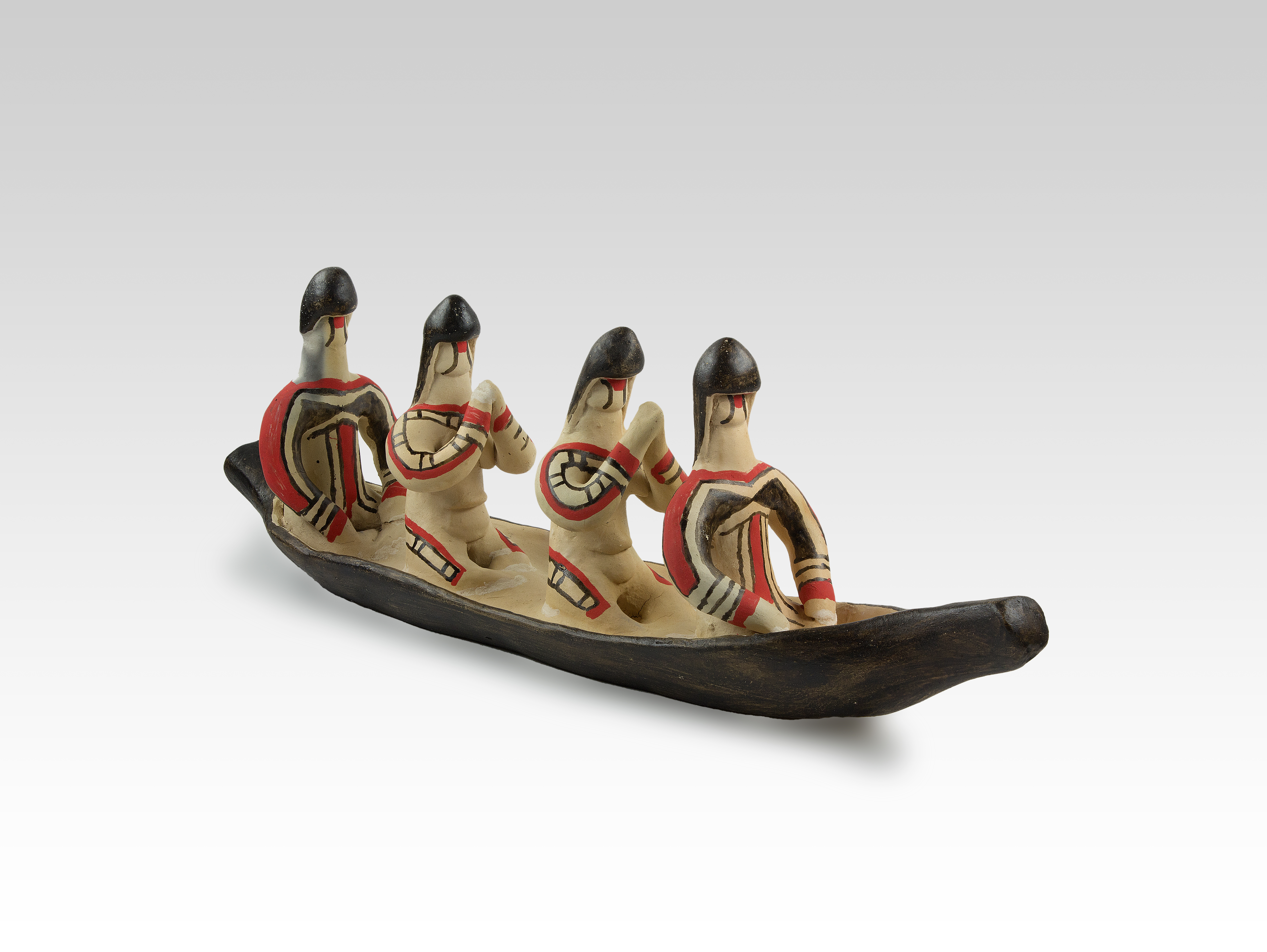
Статуетка народу каража — Тулузький музей

Піро́га (фр. pirogue через ісп. piragua від кариб. piraua) — усталена назва для традиційних легких човнів (переважно довбанок і каное), що походить з французької мови.

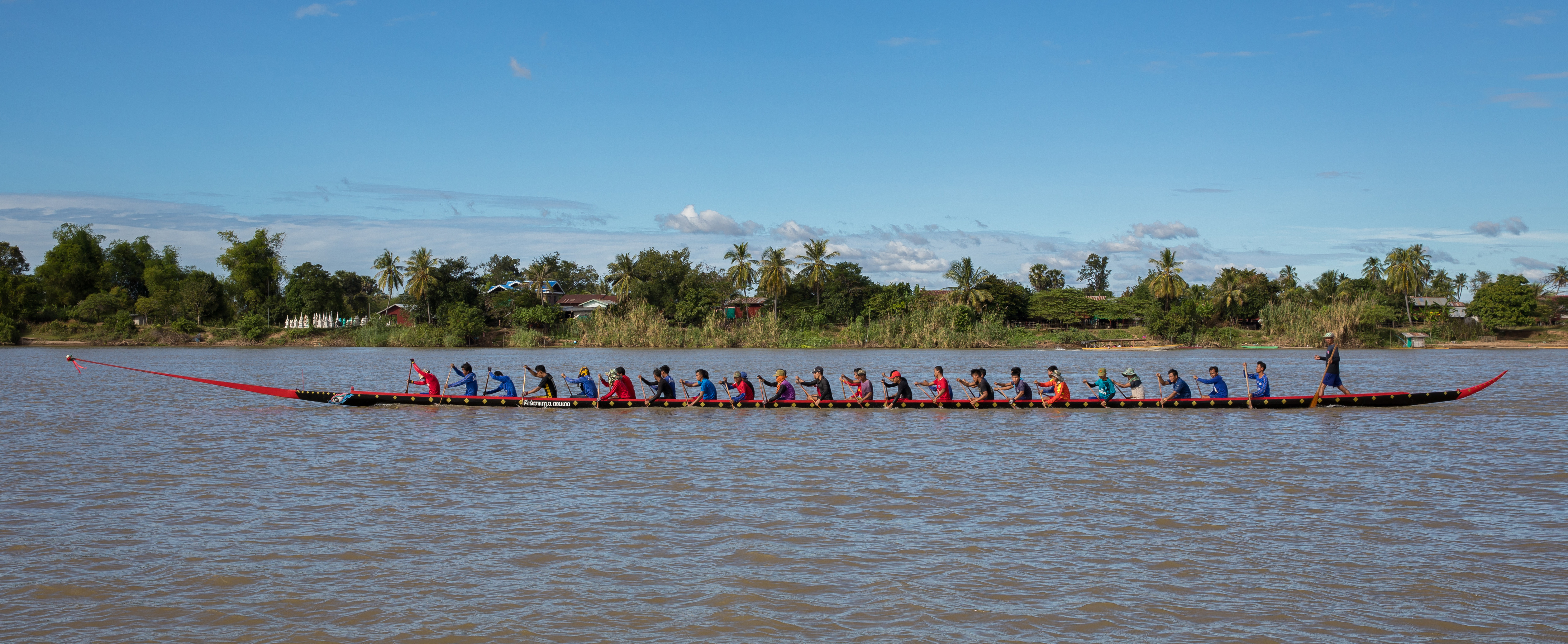
Пірога з 35 гребцями. Лаос

Пірога не означає якийсь конкретний тип човна, це загальний термін для маленьких човнів, використовуваних корінним населенням колишніх колоній Франції та Іспанії, зокрема, видовбаних з цілого стовбура дерева (в українських словниках — для човнів народів Центральної й Південної Америки та Океанії, обтягнутих корою, шкурами або видовбаних чи випалених із стовбура дерева). У Французькій Західній Африці (Камерун, Кот-д'Івуар) пірогами називають саморобні човни у формі банана, використовувані місцевими рибалками. На Мадагаскарі до них відносять і більш досконалу австронезійську лакану — каное з аутригером, а на східноафриканському узбережжі Суахілі — нгалаву, каное з подвійним аутригером.
До XIX століття це було найбільш розповсюджене прибережне судно в багатьох регіонах Америки, Африки, Азії та Океанії.

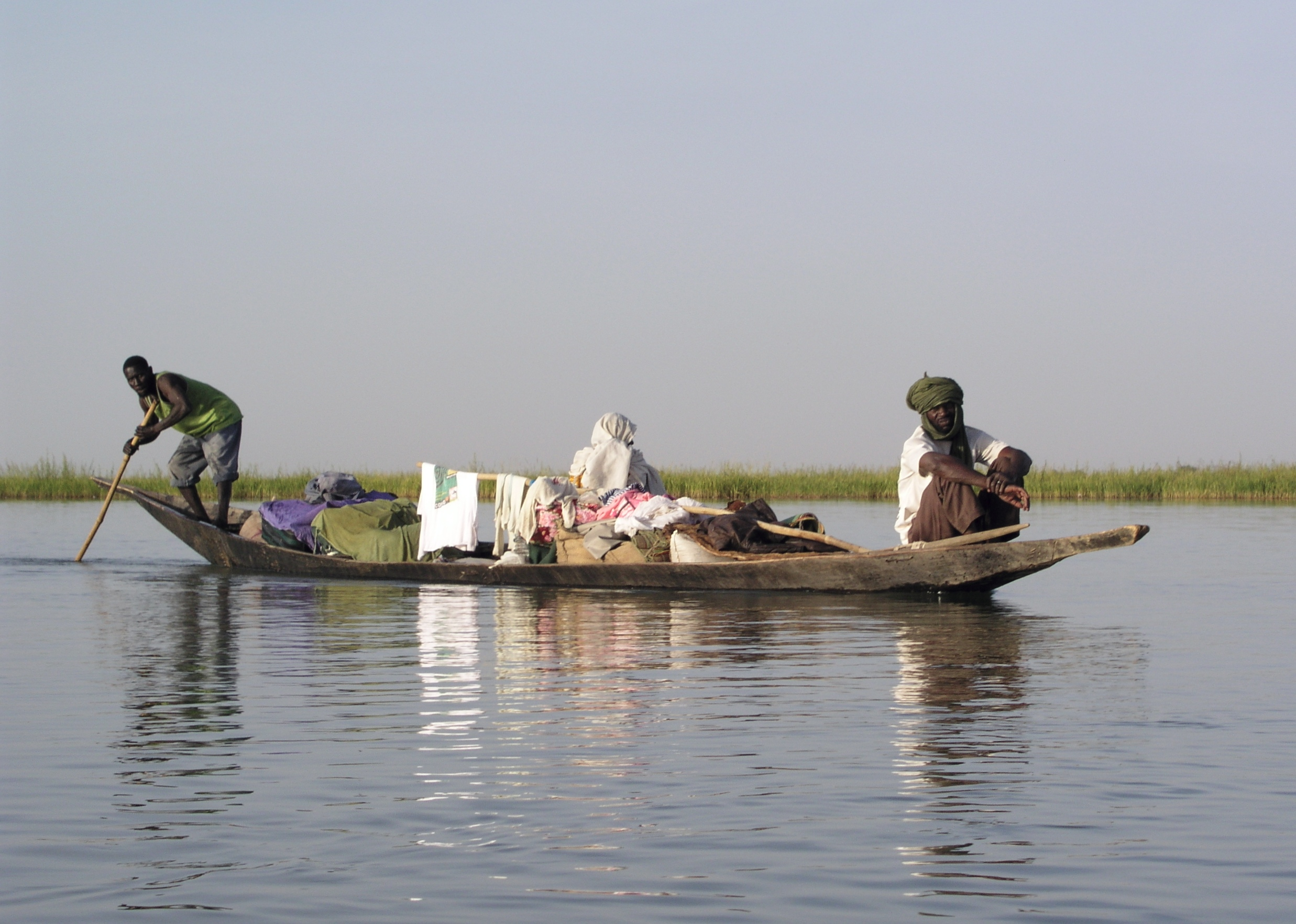
Пірога в Малі

Саме на пірогах в 1804—1806 роках Мерівезер Льюїс і Вільям Кларк. здійснили свою знамениту експедицію по Міссурі до узбережжя Тихого океану.

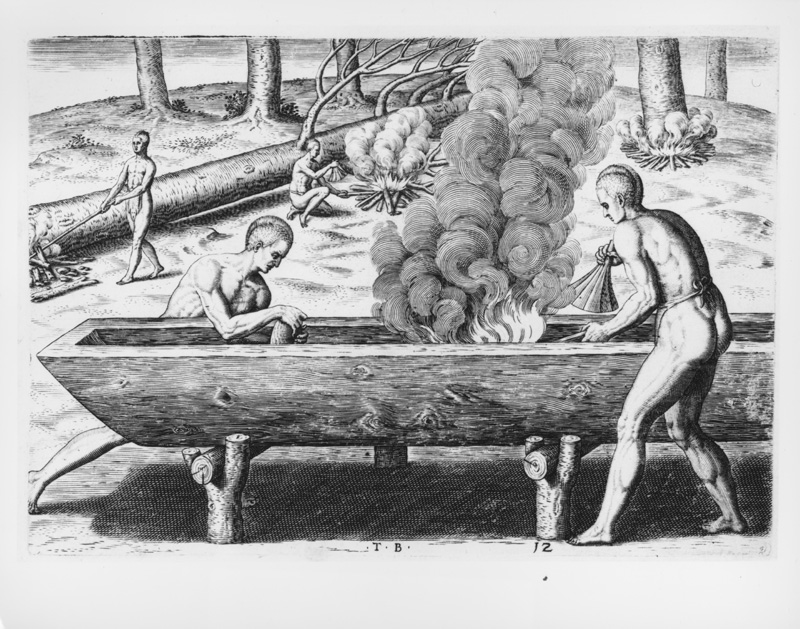
Американські індіанці виготовляють пірогу шляхом випалювання серцевини дерева. Гравюра (1590)

Від пірог тубільців походить й плоскодонний кан[джерело?] — судно без кіля, носова й кормова частини якого були прикриті палубою, вантажопідйомністю до 25 тонн. У рух кани приводилися веслами або двома гафельними вітрилами, які ставили на знімних щоглах. Відсутній кіль заміняли бортовими швертами.